# اچ‌ام‌اس دیدو (۳۷)
اچ‌ام‌اس دیدو (۳۷) (به انگلیسی: HMS Dido (37)) یک کشتی بود که طول آن ۴۸۵ فوت (۱۴۸ متر) بود. این کشتی در سال ۱۹۳۹ ساخته شد.